# Clanul Soprano
Clanul Soprano (în engleză The Sopranos) este un serial american creat și produs de David Chase. A avut premiera în Statele Unite la HBO pe 10 ianuarie 1999 iar ultimul episod, intitulat „Made in America”, al 86-lea a rulat la data de 10 iunie 2007.  
The Sopranos a fost transmis și de postul A&E atât în State cât și internațional. Plasat în statul New Jersey, acolo unde a și fost produs, serialul îl are în centru pe mafiotul Tony Soprano (James Gandolfini) urmărind dificultățile pe care acesta le întâmpină în încercarea de a face față atât în viața de familie cât și în cea pe care o duce în sânul Mafiei.
Fiind un mare succes critic și comercial, Clanul Soprano este serialul cu cele mai mari încasări din istoria televiziunii prin cablu. Seria a câștigat numeroase premii printre care 21 de premii Emmy
și cinci Globuri de Aur.
Având o popularitate deosebită în cultura Americană a anilor 2000, Clanul Soprano a fost subiectul multor parodii, controverse și analize stând la baza apariției cărților, a unui joc video  și a numeroase albume de mare succes.

## Personajele și distribuția din Clanul Soprano

### Personaje principale
- James Gandolfini - Tony Soprano (1999-2007)
- Lorraine Bracco - Dr. Jennifer Melfi (1999-2007)
- Edie Falco - Carmela Soprano (1999-2007)
- Michael Imperioli - Christopher Moltisanti (1999-2007)
- Dominic Chianese - Corrado Soprano, Jr. (1999-2007)
- Vincent Pastore - Sal "Big Pussy" Bonpensiero (1999-2000)
- Steven Van Zandt - Silvio Dante (1999-2007)
- Tony Sirico - Paulie Gualtieri (1999-2007)
- Robert Iler - Anthony Soprano, Jr. (1999-2007)
- Jamie-Lynn Sigler - Meadow Soprano (1999-2007)
- Drea de Matteo - Adriana La Cerva (1999-2004)
- David Proval - Richie Aprile (2000)
- Aida Turturro - Janice Soprano Baccalieri (2000-2007)
- Nancy Marchand - Livia Soprano (1999-2001)

### Personaje secundare
- Federico Castelluccio - Furio Giunta (2000-2002)
- John Ventimiglia - Artie Bucco (1999-2007)
- Steven R. Schirripa - Bobby "Bacala" Baccalieri (2000-2007)
- Joe Pantoliano - Ralph Cifaretto (2001-2002)
- Robert Funaro - Eugene Pontecorvo (2001-2006)
- Katherine Narducci - Charmaine Bucco (1999-2007)
- Vincent Curatola - John "Johnny Sack" Sacramoni (1999-2007)
- Steve Buscemi - Tony Blundetto (2004)
- Frank Vincent - Phil Leotardo (2004-2007)
- Dan Grimaldi - Patsy Parisi (2000-2007)
- Joseph R. Gannascoli - Vito Spatafore (2000-2006)
- Ray Abruzzo - Carmine Lupertazzi, Jr. (2002-2007)
- Sharon Angela - Rosalie Aprile (1999-2007)
- Gregory Antonacci - Butch DeConcini (2006-2007)
- Max Casella - Benny Fazio (2001-2007)
- Carl Capotorto - "Little" Paulie Germani (2001-2007)
- Arthur Nascarella - Carlo Gervasi (2002-2007)

### Personaje episodice
- Jerry Adler - Herman "Hesh" Rabkin (1999-2007)
- Matt Servitto - Agentul Dwight Harris (1999-2007)
- Jason Cerbone - Jackie Aprile, Jr. (2000-2001)
- Tony Lip - Carmine Lupertazzi, Sr. (2001-2004)
- Robert Loggia - Feech La Manna
- Carla Buono - Kelli Lombardo Moltisanti